# البنية التحتية خدمة
البنية التحتية خدمةً (بالإنجليزية: Infrastructure as a service : IaaS)‏ هي أحد الخدمات السحابية حيث توفر للزبون (غالبا شركة) خدمة كراء خوادم افتراضية وشبكات وتخزين سحابي. وبهذا يوفر الزبون تكاليف كثيرة مثل امتلاك مركز بيانات وتشغيلها وإدارتها وصيانتها.
تعمل أنظمة محاكاة (مثل Xen أو VMware ESX/ESXi, أو هايبر-في) على استضافة وتشغيل حواسيب افتراضية لفائدة الزبائن.